# Episodi di Amiche nemiche
La prima stagione della serie televisiva Amiche nemiche (GCB) è stata trasmessa dal canale statunitense ABC dal 4 marzo al 6 maggio 2012.
In Italia è stata trasmessa in prima visione sul canale satellitare Fox Life dal 5 settembre al 7 novembre 2012.
| nº | Titolo originale           | Titolo italiano                        | Prima TV USA   | Prima TV Italia   |
| -- | -------------------------- | -------------------------------------- | -------------- | ----------------- |
| 1  | Pilot                      | E luce fu                              | 4 marzo 2012   | 5 settembre 2012  |
| 2  | Hell Hath No Fury          | L'inferno non conosce furia più grande | 11 marzo 2012  | 12 settembre 2012 |
| 3  | Love Is Patient            | L'amore è paziente                     | 18 marzo 2012  | 19 settembre 2012 |
| 4  | A Wolf In Sheep's Clothing | I lupi in veste di agnello             | 25 marzo 2012  | 26 settembre 2012 |
| 5  | Forbidden Fruit            | Il frutto proibito                     | 1º aprile 2012 | 3 ottobre 2012    |
| 6  | Turn the Other Cheek       | Porgi l'altra guancia                  | 8 aprile 2012  | 10 ottobre 2012   |
| 7  | Sex is Divine              | Il sesso è divino                      | 8 aprile 2012  | 17 ottobre 2012   |
| 8  | Pride Comes Before a Fall  | L'orgoglio precede una caduta          | 15 aprile 2012 | 24 ottobre 2012   |
| 9  | Adam & Eve's Rib           | La costola di Adamo ed Eva             | 29 aprile 2012 | 31 ottobre 2012   |
| 10 | Revelation                 | Rivelazione                            | 6 maggio 2012  | 7 novembre 2012   |

## E luce fu
- Titolo originale: Pilot
- Diretto da: Alan Poul
- Scritto da: Robert Harling

### Trama
Amanda Vaughn dal Texas si è trasferita in California dove vive la sua splendida vita con suo marito e i suoi due figli. Improvvisamente però, la sua vita subisce un forte scossone: dopo un brutto scandalo, suo marito muore e, con lui, anche il suo matrimonio.
Non sapendo cosa fare, Amanda decide di tornare a casa da sua madre Gigi Stopper per provare a rimboccarsi le maniche e a ritirarsi su.
Tornata a Dallas però, Amanda si rende conto che la convivenza con sua madre non è molto semplice e, soprattutto, che il presente in quella piccola cittadina non ha dimenticato il passato di Amanda: le sue ex compagne di liceo, Cricket Caruth-Reilly, Sharon Peacham e Heather Cruz, capeggiate da Carlene Cockburn, infatti, non riescono a sopportare che la donna sia tornata indietro e, d'accordo, cercano in tutti i modi di rovinarle la vita. Nonostante la loro vita sia andata avanti, Carlene ha infatti ora una vita perfetta accanto ad un uomo altrettanto perfetto che si scoprirà conoscere l'ormai defunto marito di Amanda; Cricket ha creato una società insieme a suo marito Blake ed è ora una potente donna di successo, sposata a un uomo segretamente omosessuale; Sharon, ex reginetta di bellezza, nonostante qualche chilo in più, ha messo su una famiglia perfetta ma non riesce ancora a dimenticare che Amanda le rubò il primato di reginetta; Heather è la regina delle vendite di case nella cittadina e, forse, è l'unica a rendersi conto che Amanda è realmente cambiata ma, tenuta in pugno da Carlene, si sottomette al volere di quest'ultima, le donne cercano di non permettere ad Amanda di rimanere nella "loro" città ma, non curante del loro volere, Amanda accetta un lavoro in un bar e, grazie al sostegno della madre, si sente in grado di affrontare Carlene e superare tutto.

## L'inferno non conosce furia più grande
- Titolo originale: Hell Hath No Fury
- Diretto da: Victor Nelli, Jr.
- Scritto da: Robert Harling

### Trama
Carlene decide di uscire di casa solo quando scopre che Cricket avrebbe cantato al posto suo in chiesa. Qui, la donna canta un inno indirizzato ad Amanda che le ricorda la morte del marito. Non contenta del suo operato, Carlene, su consiglio di Cricket, decide di rivoluzionare il Bootilicious, di sua proprietà e luogo di lavoro di Amanda: la donna, tenendo all'oscuro il marito, decide di "cristianizzare" il posto, a partire dalle divise ma, la cosa, rende scontente le cameriere e ha un influsso negativo anche sugli affari.
Gigi intanto, aiutata da Heather che si mette contro Carlene, organizza un pranzo in onore di Amanda che, però, viene sabotato dal gruppo di Carlene.
Cricket confessa a Sharon che Zack ha baciato Amanda e, la donna, non sa come comportarsi vista l'evidente perdita di interesse nei suoi confronti da parte del marito.
A scuola, Laura diventa amica delle figlie di Cricket e Sharon che, su consiglio di Cricket, lasciano che la ragazza entri nel gruppo delle "volpi", le più famose e potenti della scuola. Scontenta di ciò, Amanda prova a negare questo ruolo alla figlia che, però, la fa ragionare e capire che non sarà poi così male.
Cricket intanto, nascondendo al mondo di essere a conoscenza dell'omosessualità del marito, lo convince a presentarsi all'esibizione della figlia che, però, finisce con uno scandalo. Tornati a casa, l'uomo le confessa di aver chiuso con Boot.
Tornata al lavoro, Amanda convoca Ripp il quale, informando poi Carlene, ripristina l'ordine al Bootilicious dove, con sorpresa di Amanda, Gigi le organizza il pranzo.

## L'amore è paziente
- Titolo originale: Love is Patient
- Diretto da: Larry Shaw, Victor Nelli Jr.
- Scritto da: Gretchen J. Berg, Aaron Harberts

### Trama
Gigi è sempre più convinta che Amanda dovrebbe rimettersi in piazza e, dopo averle invano presentato dei pretendenti, la spinge ad andare in chiesa dove il nuovo prete, John Tudor, organizza degli incontri per single. Non volendo incontrare nuovi uomini, Amanda si ritrova agli incontri grazie ad Heather la quale, dopo aver puntato gli occhi su un suo ex compagno di classe, Andrew, prende parte agli incontri per avvicinarsi a lui. Ignare dei protagonisti degli incontri, Amanda ed Heather si trovano a dover fronteggiare Cricket, Carlene e Sharon, con i loro "perfetti" matrimoni.
Carlene è preoccupata per il suo matrimonio in quanto tra lei e suo marito non c'è più la scintilla. Chiedendo aiuto a Cricket, decide di prendere parte a delle lezioni in palestra, scoprendo così che l'amica ha delle relazioni extraconiugali. Non riuscendo ancora a superare il suo problema con il marito, Carlene decide di aiutarlo quando scopre che a preoccuparlo è la loro situazione economica, aggravata dalla truffa fatta dal marito di Amanda.
Sharon ancora non riesce a perdonare Zach per aver baciato Amanda e, di contro, il loro matrimonio prende una strana piega.
Amanda, supportata dalla madre, riesce finalmente ad affrontare il fantasma del marito.

## I lupi in veste di agnello
- Titolo originale: A Wolf In  Sheep's Clothing
- Diretto da: Bethany Rooney
- Scritto da: Henry Alonso Myers

### Trama
In città tornano gli zii di Carlene, Burl (con il quale Gigi ha un'intensa amicizia) e sua moglie Bitsy. Per festeggiare il loro ritorno, Gigi decide di organizzare una grande festa che, nonostante degli alti e bassi, ha luogo.
Amanda, spinta da Blake e stranamente supportata da Cricket, inizia a lavorare con loro ad un progetto sui jeans ma, quando scopre che a sabotare le sue iniziative è proprio Cricket, decide di lasciare la società per salvare sé stessa e il finto matrimonio dell'amica.
Carlene, spinta dal marito, cerca qualche prova riguardo alla truffa del marito ma, quando riceve alcuni segni di Dio, decide di rinunciare occuparsi del terreno dello zio che, però, non riesce a comprare: Heather infatti, riesce a convincere Andrew a comprarlo il quale, in più, si dichiara alla ragazza.
Spinta da padre John, Sharon cerca una sua indipendenza e, alla fine, riesce ad affermarsi e a far capire al marito che non è una nullafacente incompetente.